# 天堂浴室

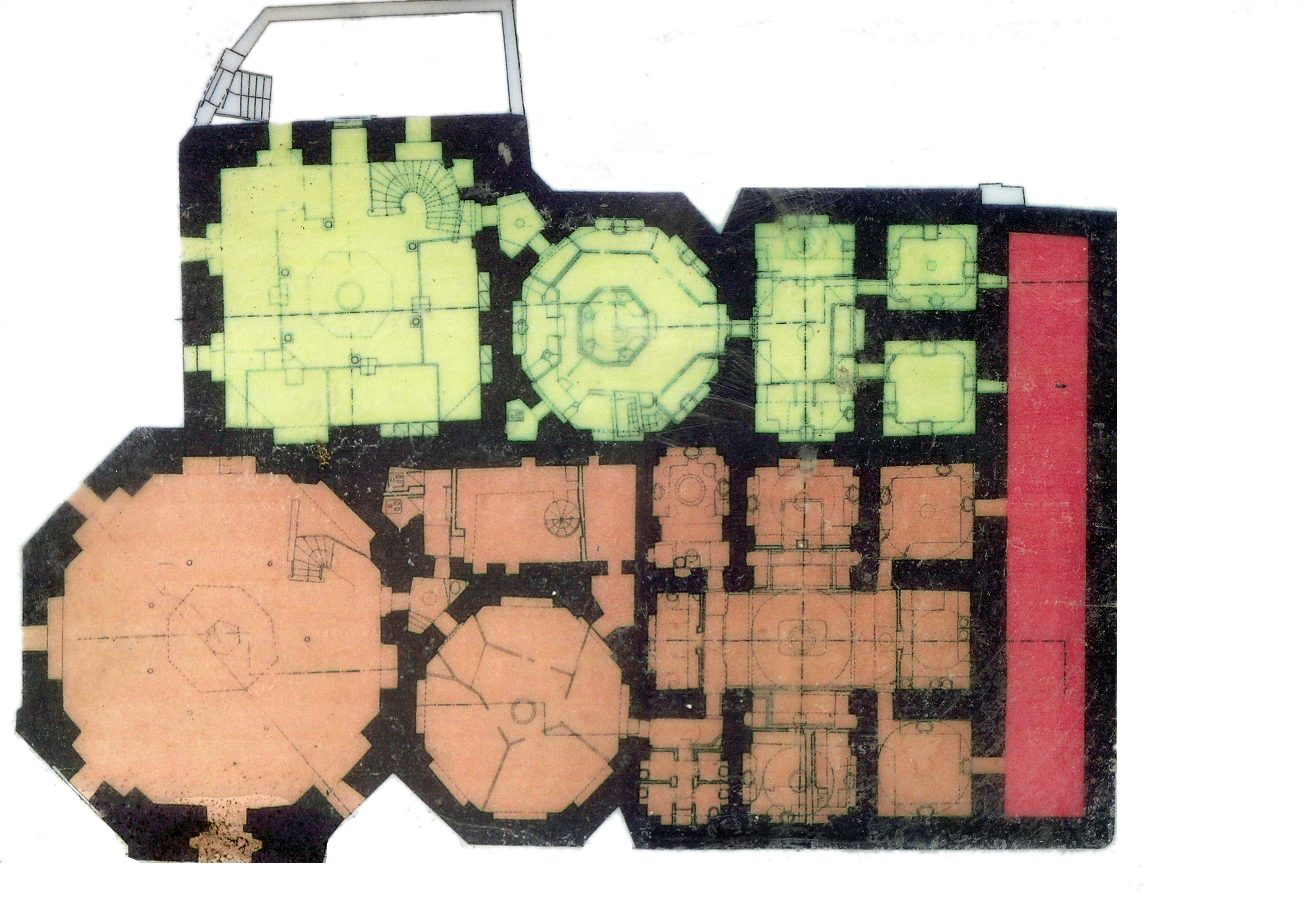
平面

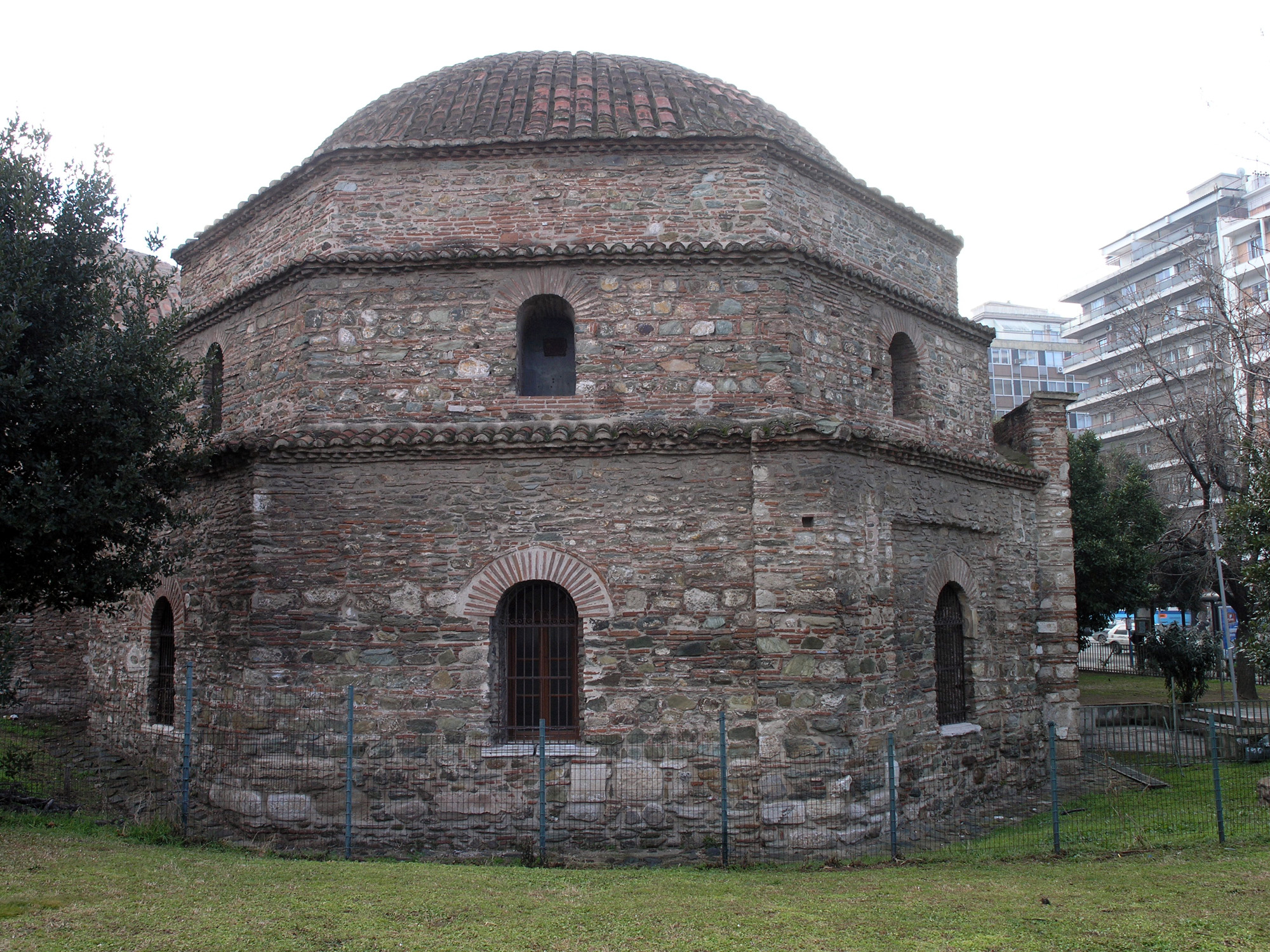
外观

贝浴室（Bey Hamam）又名“天堂浴室”，是希腊塞萨洛尼基的一个土耳其浴室，位于埃格纳蒂亚大街，帕纳吉亚查肯教堂以东。

## 历史
由苏丹穆拉德二世建于1444年, 它是塞萨洛尼基第一个奥斯曼帝国浴室，也是希腊现存最重要的奥斯曼浴室。因此，它是塞萨洛尼基和希腊全国奥斯曼帝国文化的极少数重要遗迹之一。
浴室包括男子和女子两个独立的部分，分别又包括冷，温，热三个部分。男子部最为宽敞和豪华。
浴室使用到1968年，名为“天堂浴室”。此后租借给希腊考古局四年。1978年塞萨洛尼基地震重创了塞萨洛尼基，浴室修复后，这一天用于文化活动和短期展览。同时，东部附房成为希腊文化部考古基金会的主要商店。

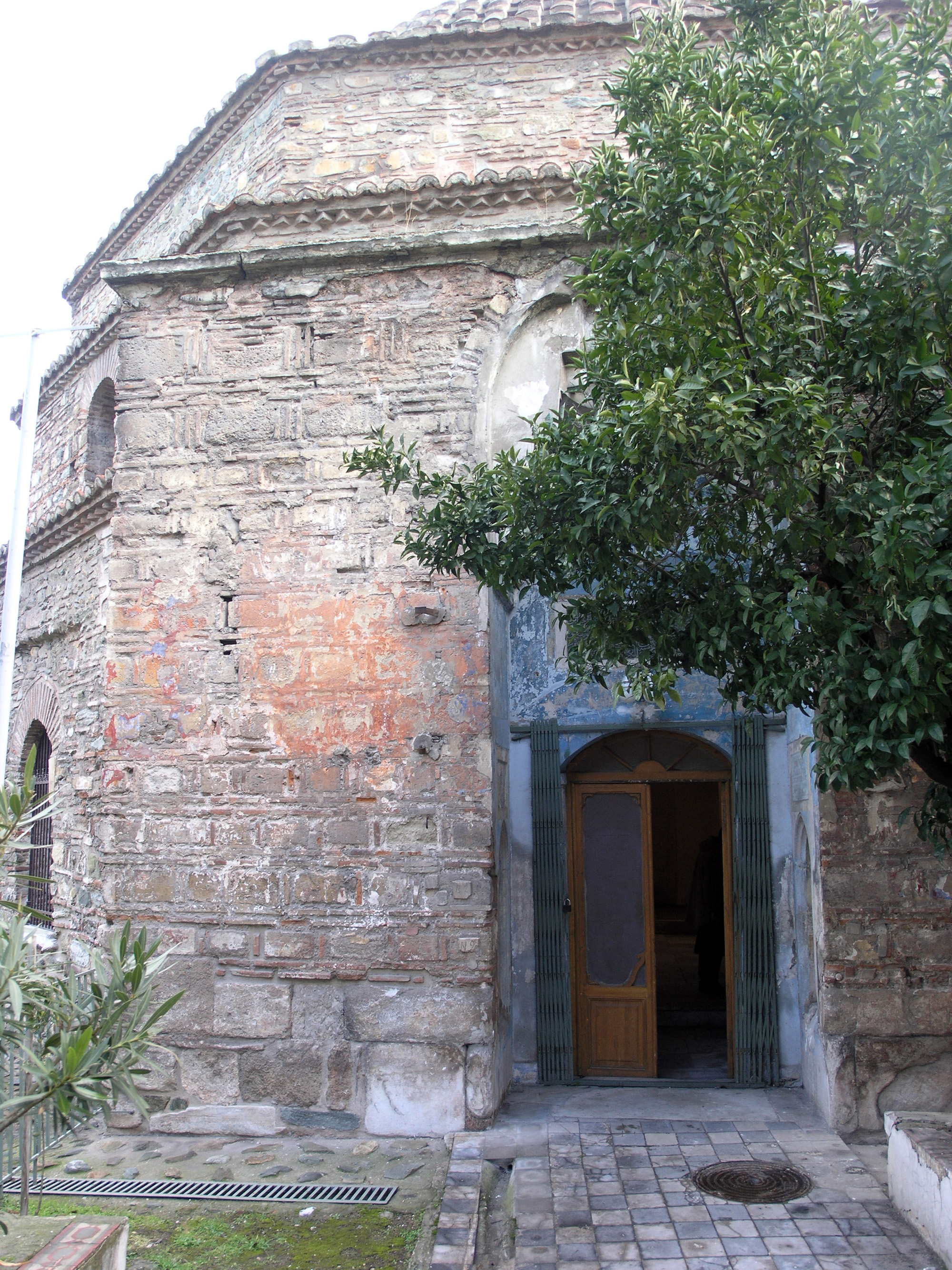
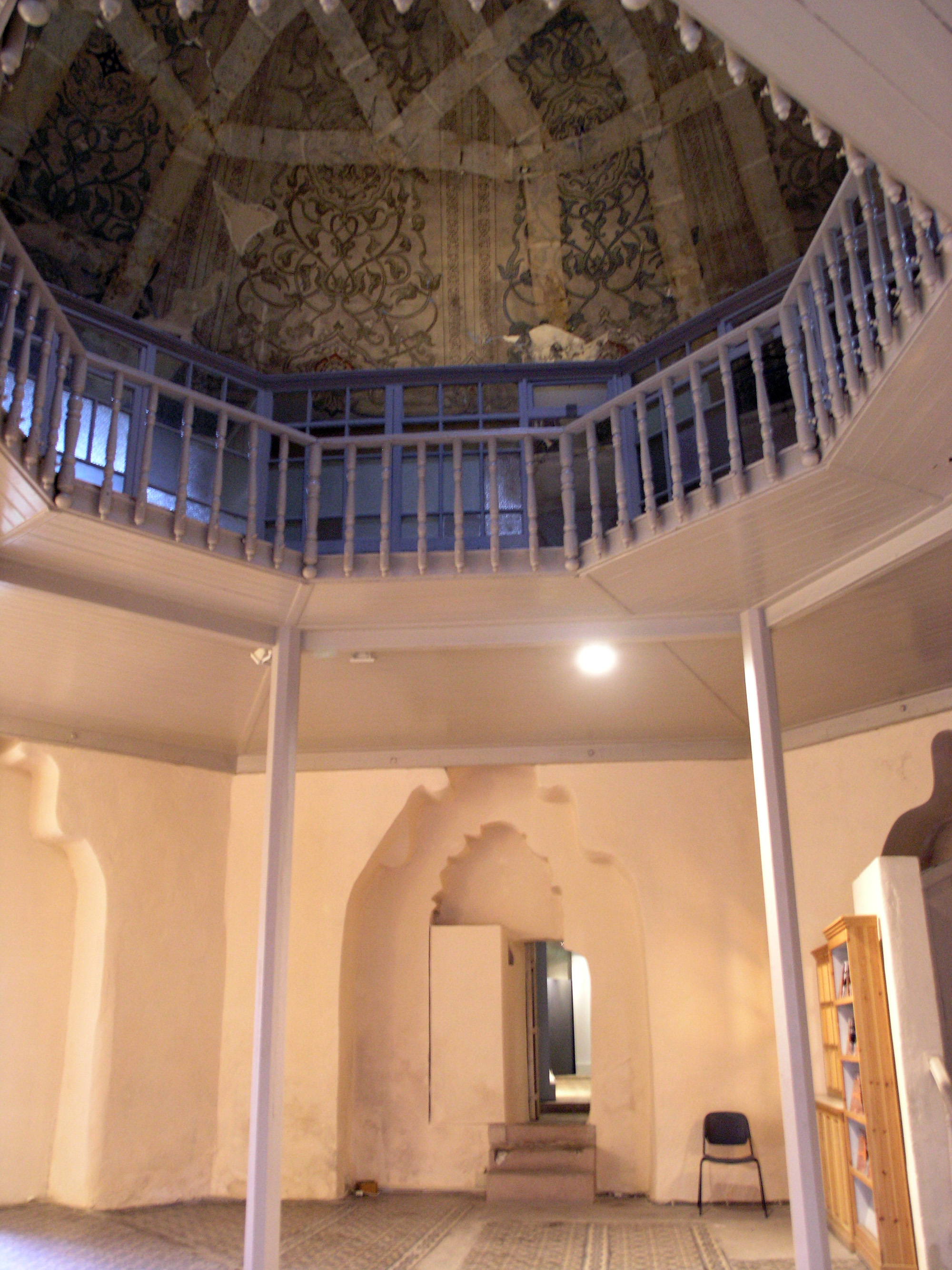
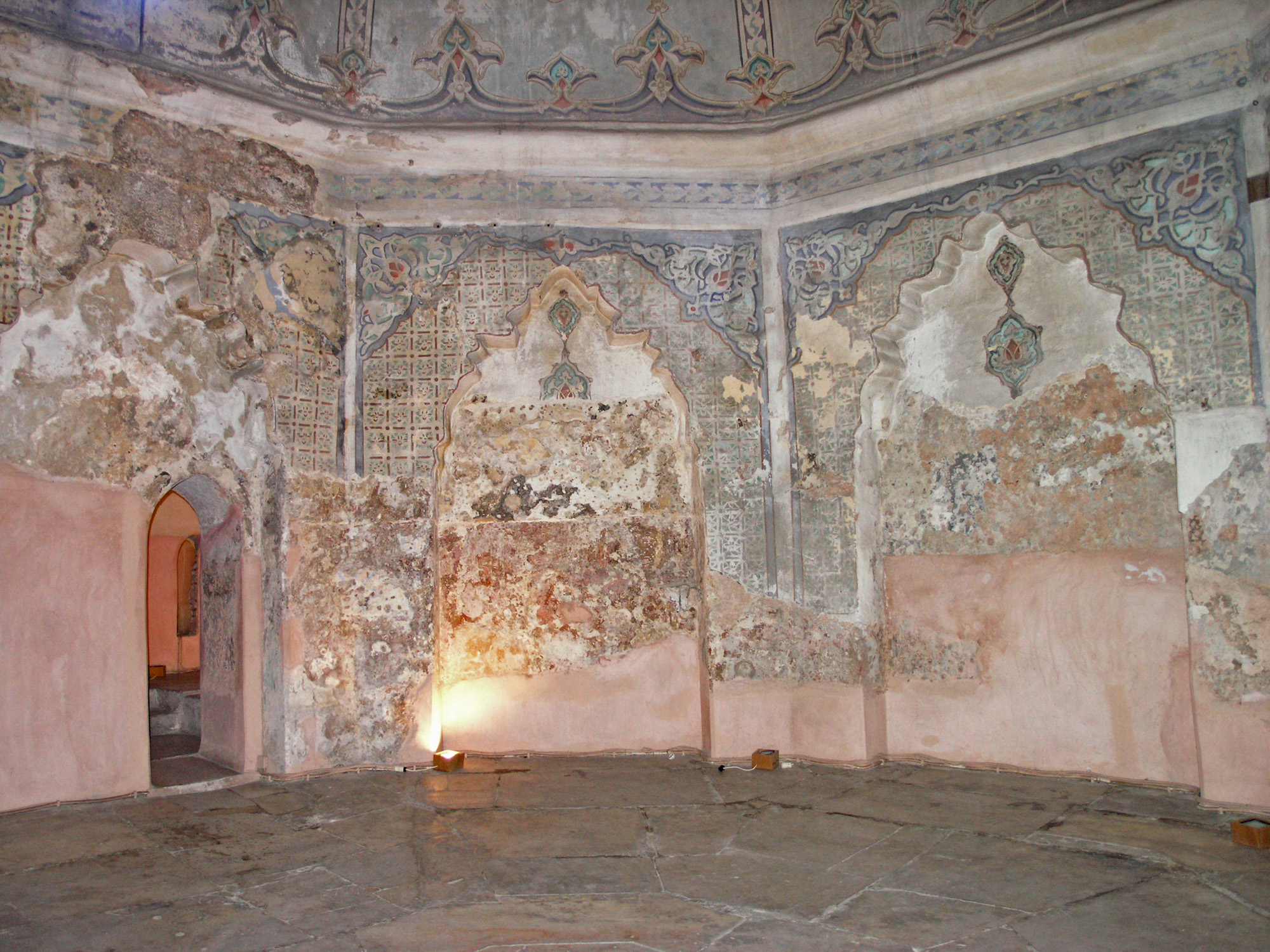
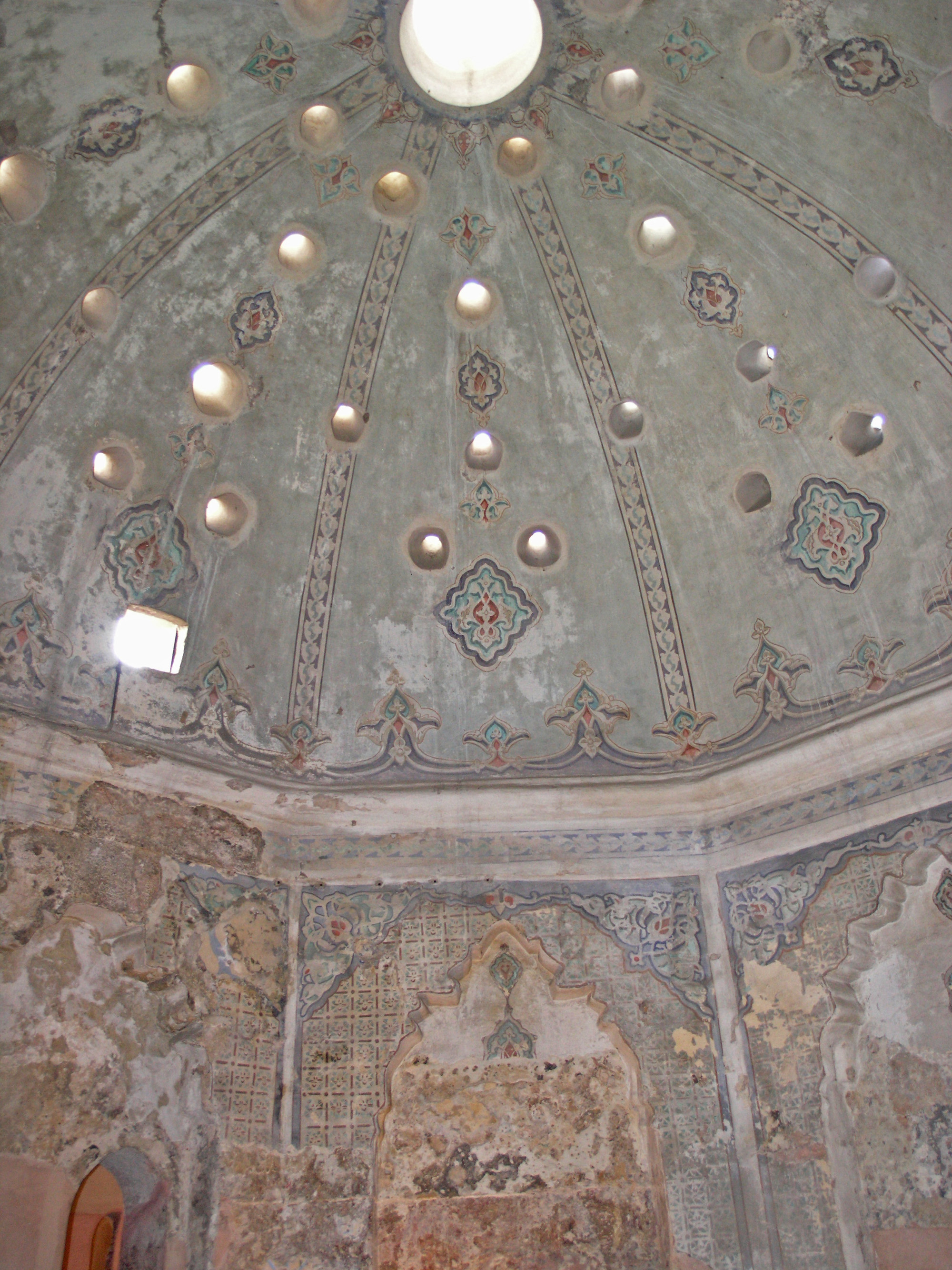
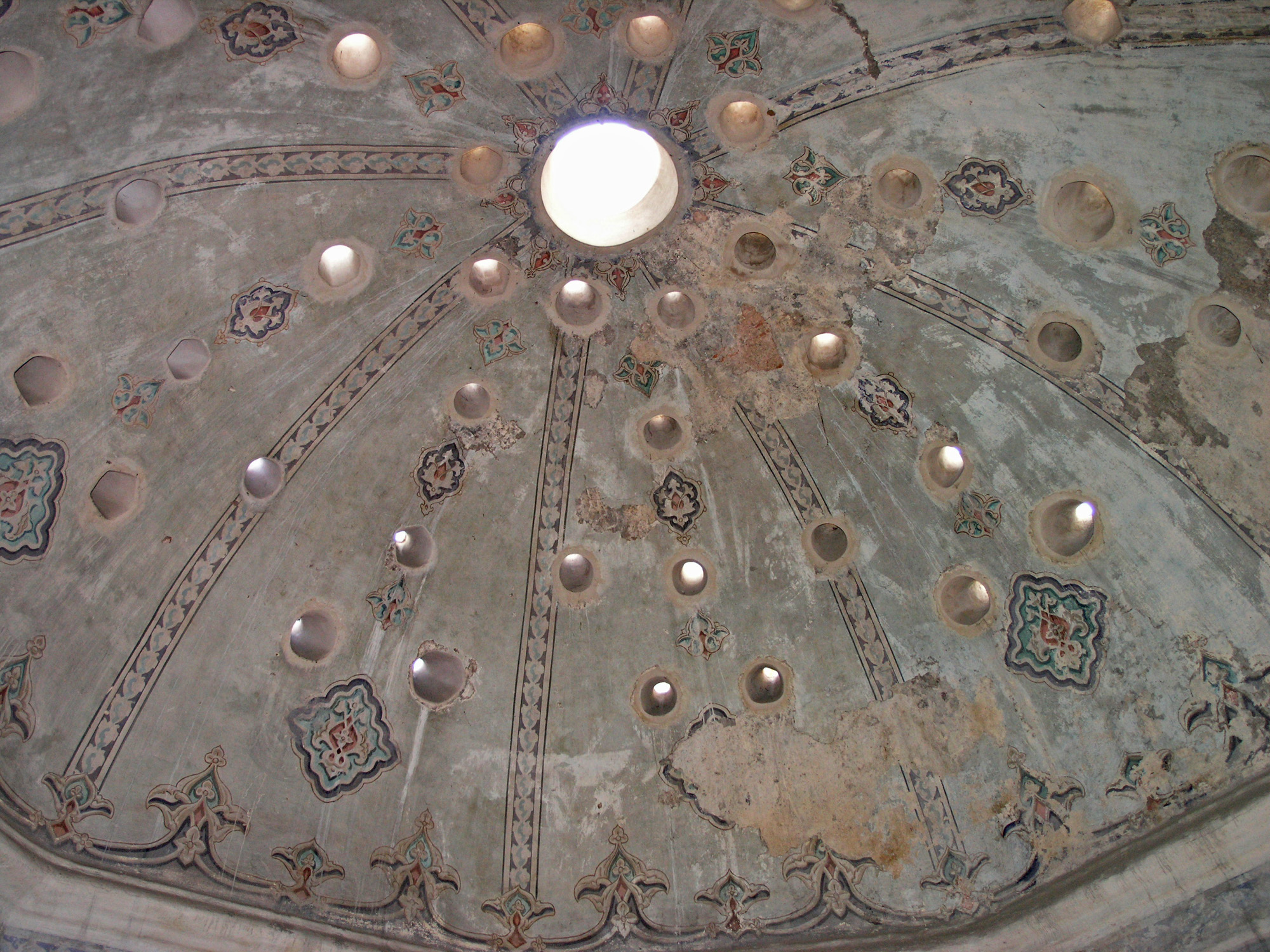
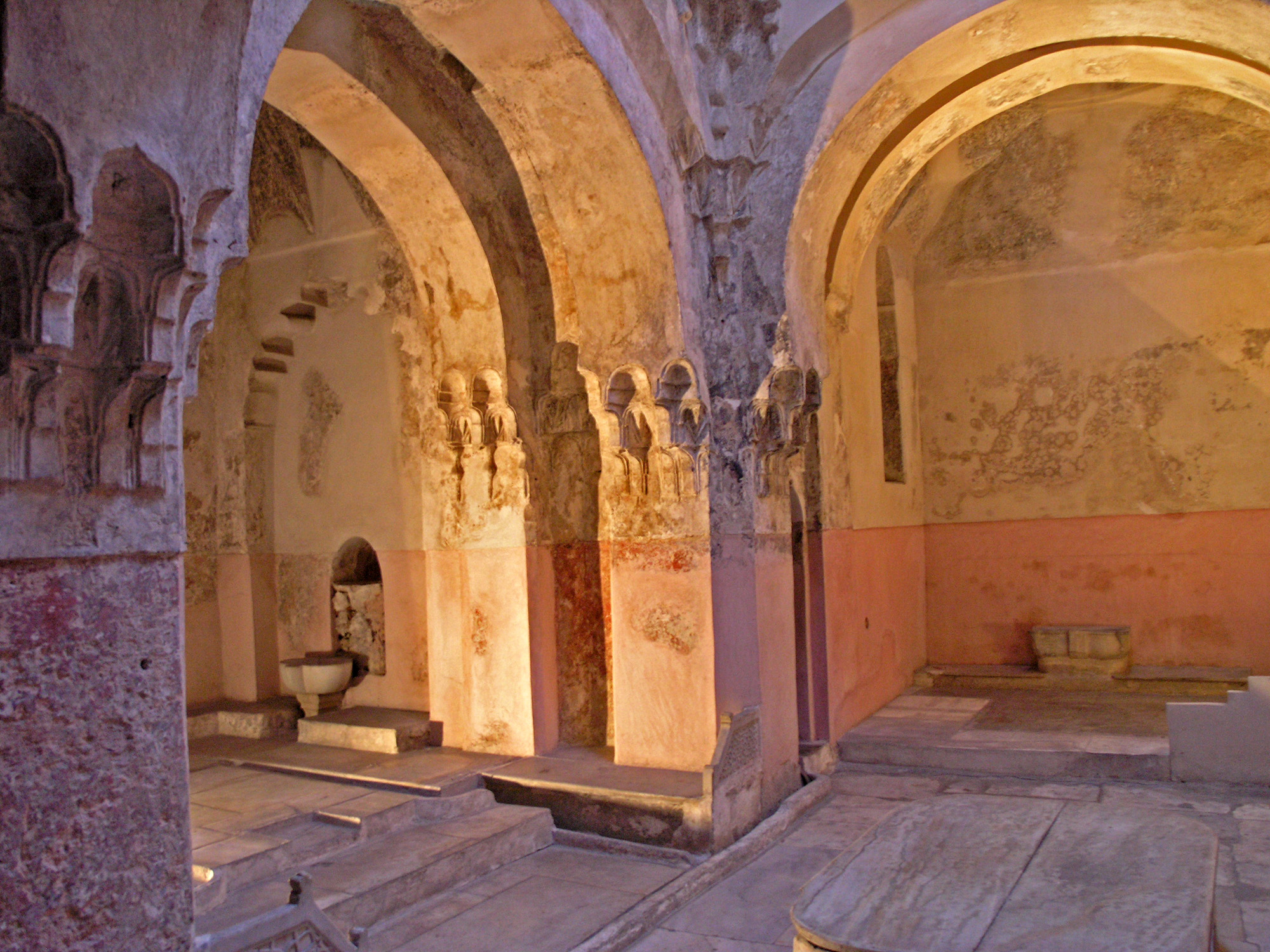
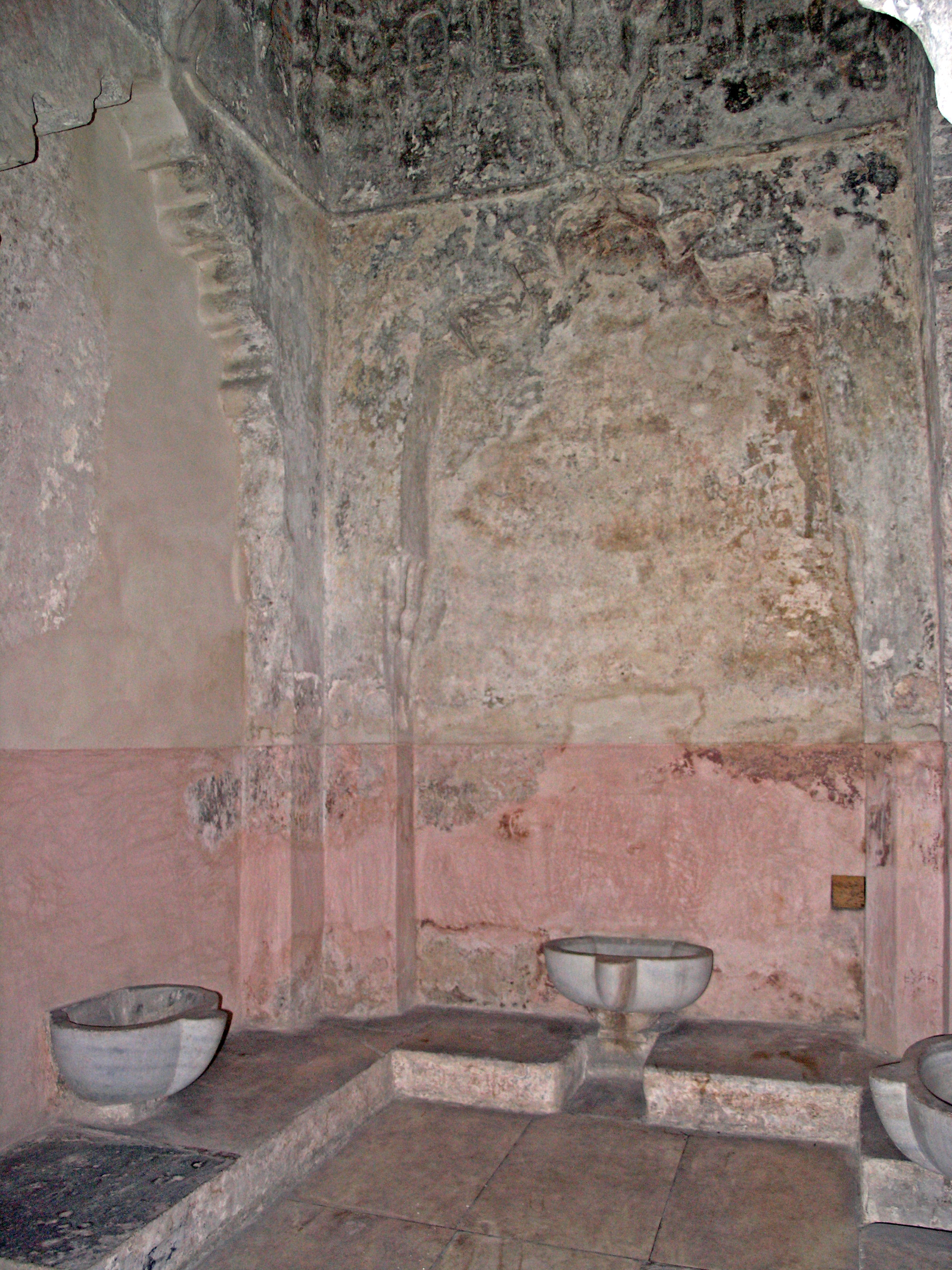
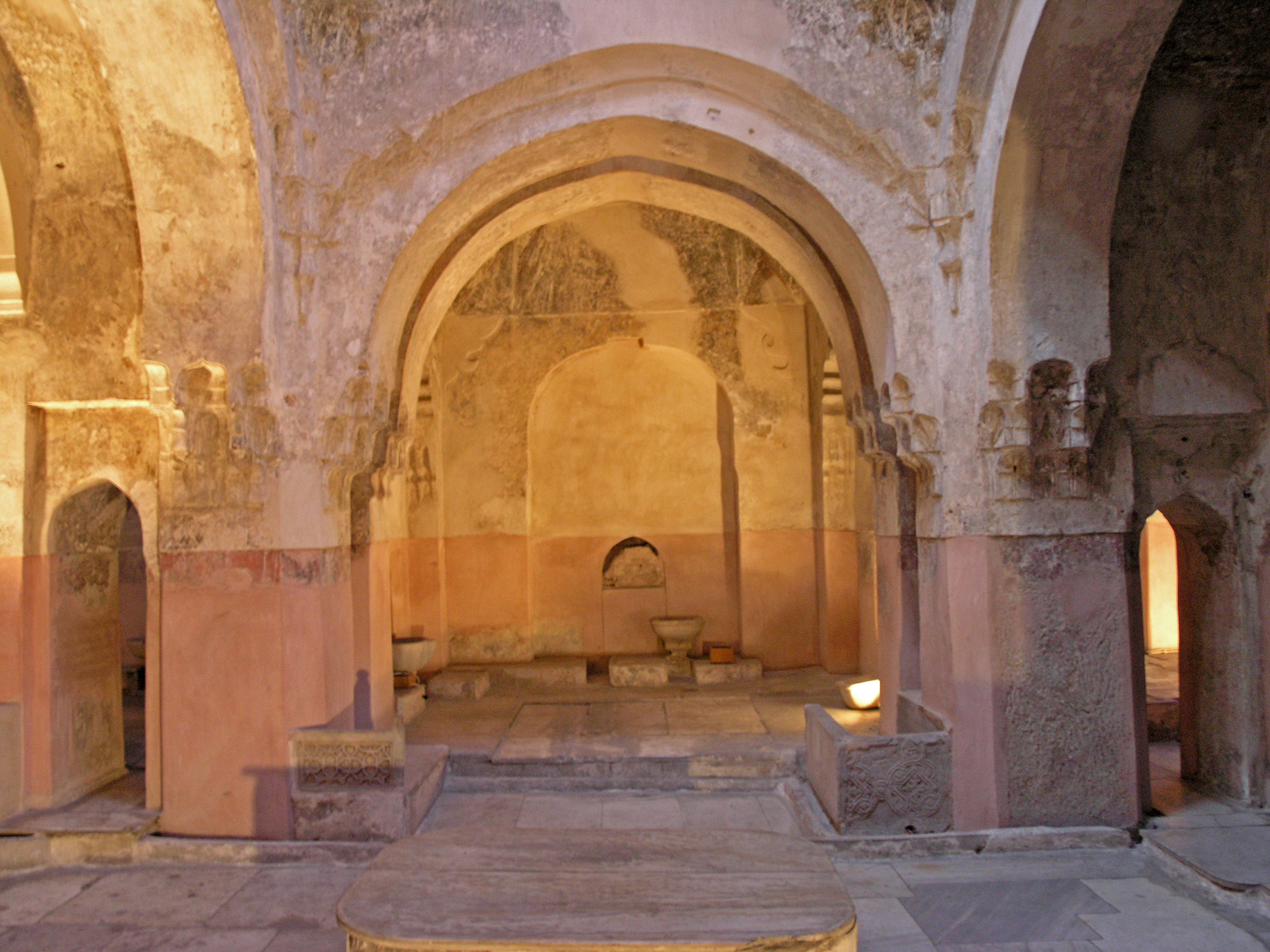